# Nulrum
Nulrummet eller kernen af en lineær afbildning {\displaystyle F:\mathbb {U} \rightarrow \mathbb {V} } (hvor {\displaystyle \mathbb {U} } og {\displaystyle \mathbb {V} } er to vektorrum) defineret som:
{\displaystyle N(F)=\{{\bar {u}}\in \mathbb {U} :F({\bar {u}})={\bar {0}}\}}
Det vil sige mængden af alle vektorer i {\displaystyle \mathbb {U} } som afbildes på nulvektoren, altså "som bliver 0". At nulrummet lever op til sit navn og ikke bare er en delmængde men faktisk et underrum til {\displaystyle \mathbb {U} } vises med hjælp af definitionen af en lineær afbildning, hvis {\displaystyle {\bar {u}},{\bar {w}}\in N(F)} og {\displaystyle \alpha \in \mathbb {R} } så gælder:
1. {\displaystyle F({\bar {u}}+{\bar {w}})=F({\bar {u}})+F({\bar {w}})={\bar {0}}\Rightarrow {\bar {u}}+{\bar {w}}\in N(F)}
2. {\displaystyle F(\alpha {\bar {u}})=\alpha F({\bar {u}})=\alpha {\bar {0}}={\bar {0}}\Rightarrow \alpha {\bar {u}}\in N(F)}

hvilket er ækvivalent med at {\displaystyle N(F)} er et underrum af {\displaystyle \mathbb {U} }. 